# Raoul II. de Clermont

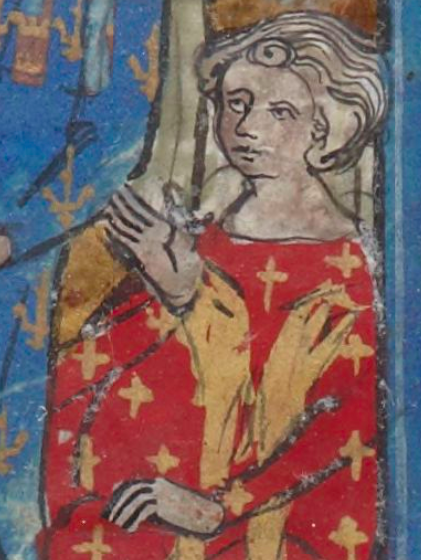
Raoul II. von Clermont

Raoul II. de Clermont († 11. Juli 1302 bei Kortrijk in der Sporenschlacht) war Herr von Nesle, Vizegraf von Châteaudun, Chambellan und Connétable von Frankreich. Er war der Sohn von Simon II. de Clermont, Herr von Ailly und Nesle, und der Adele von Montfort-l’Amaury.
Raoul II. de Clermont war einer der wichtigsten Offiziere des Königs Ludwig IX. Er nahm an den meisten Feldzügen des Königs teil, auch 1270 am Siebten Kreuzzug gegen Tunis. 1285 wurde er zum Connétable ernannt, nahm am Aragonesischen Kreuzzug teil, sowie an den Feldzügen gegen Flandern. Er unterstützte Robert II., Graf von Artois, in der Sporenschlacht und fand ebenso wie dieser darin den Tod.
Er heiratete in erster Ehe vor 1268 Yolande de Dreux, Vizegräfin von Châteaudun, † vor Januar 1293, Tochter von Robert von Dreux, Herr von Beu (Haus Frankreich-Dreux). Ihre Kinder waren:
- Alix, † 1330, Vizegräfin von Châteaudun, Dame de Mondoubleau; ⚭ Wilhelm IV. von Flandern, genannt Wilhelm Ohne Land, Herr von Dendermonde und Crèvecoeur, † 1311, ein Sohn von Guido I., Graf von Flandern (Haus Dampierre)
- Isabeau, † nach August 1324, Dame de Semblançay; ⚭ Hugues de l’Archévêque, Herr von Montfort-le-Rotrou, † vor August 1324
- Béatrix, genannt Jeanne, † vor 14. September 1320; ⚭ Aymer de Valence, 2. Earl of Pembroke, † 23. Juni 1324 (Haus Lusignan)

In zweiter Ehe heiratete er im Januar 1296 Isabella von Hennegau, Tochter von Johann II., Graf von Hennegau (Haus Avesnes). Diese Ehe blieb kinderlos.